# (3911) Otomo
(3911) Otomo (1940 QB) – planetoida z pasa głównego asteroid okrążająca Słońce w ciągu 5,29 lat w średniej odległości 3,03 j.a. Odkryta 31 sierpnia 1940 roku.